# Titularbistum Hamatha
Hamatha (ital.: Amata) ist ein Titularbistum der römisch-katholischen Kirche.
Es geht zurück auf ein ehemaliges Bistum benannt nach der gleichnamigen antiken Stadt in der römischen Provinz Syria Coele bzw. Syria salutaris in Zentralsyrien. Das Bistum gehörte der Kirchenprovinz Apamea in Syria an.
| Titularbischöfe von Hamatha |                                  |                                                         |                 |                   |
| Nr.                         | Name                             | Amt                                                     | von             | bis               |
| 1                           | Paolo Rosario Farrugia           | Weihbischof in Malta (Kronkolonie Malta)                | 7. Mai 1907     | 21. Dezember 1907 |
| 2                           | Felice Ambrogio Guerra Fezia SDB | Apostolischer Administrator von Santiago de Cuba (Kuba) | 26. Mai 1915    | 17. April 1916    |
| 3                           | Plácido Ángel Rey de Lemos OFM   | Apostolischer Administrator von Jaén (Spanien)          | 18. Januar 1917 | 18. Dezember 1919 |